# Prostituição no Marrocos
Embora a prostituição no Marrocos seja ilegal desde a década de 1970, ela ainda existe. Em 2015, o Ministério da Saúde do Marrocos estimou que havia 50 000 prostitutas no país, a maioria na região de Marraquexe. As prostitutas tendem a ser mulheres marroquinas de estratos socioeconômicos mais baixos, bem como migrantes da África Subsaariana, muitas das quais são vítimas de tráfico humano A UNAIDS estimou que esse número chegava a 75 000 em 2016.
Muitas crianças estão vulneráveis, pois as leis de adoção no Marrocos são muito rígidas e difíceis. A crescente reputação do país como destino de pedófilos estrangeiros levou-o a assinar vários tratados internacionais para enfrentar o problema. A Prostituição masculina existe, mas é estigmatizada.
Os serviços de saúde para profissionais do sexo marroquinos incluem a OPALS, uma organização que promove tratamentos para HIV/AIDS.
Tradicionalmente, os papéis das mulheres na sociedade norte-africana têm sido rigidamente definidos, especialmente com o aumento da islamização. Contudo, a realidade econômica e social frequentemente oferece poucas alternativas a muitas mulheres marroquinas, e a região tem sido cada vez mais vista como permissiva à prostituição.

## Domínio colonial francês

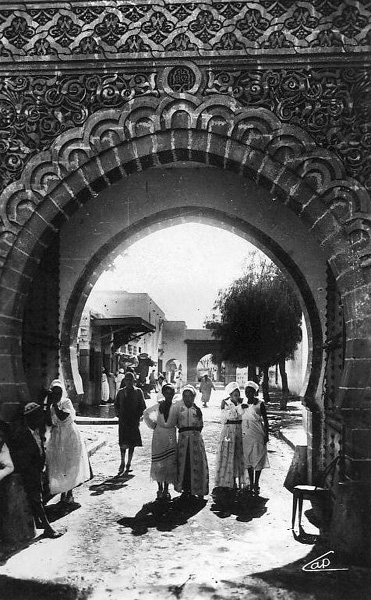
Entrada do Bousbir em Casablanca no início do século XX

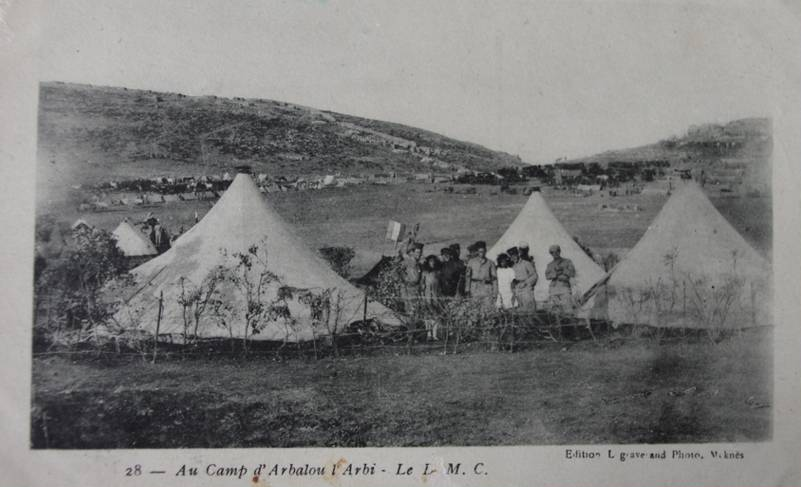
Um BMC em Marrocos na década de 1920

Historicamente, a prostituição esteve relacionada à escravidão no Marrocos. A lei islâmica proibia formalmente a prostituição. No entanto, o princípio do concubinato no Islã na lei islâmica permitia que um homem mantivesse relações sexuais com sua escrava; assim, a prostituição no mundo islâmico era comumente praticada por um cafetão que vendia sua escrava no mercado, o cliente exercia relações como novo proprietário e depois cancelava a compra, devolvendo-a ao cafetão sob pretexto de insatisfação, prática legalmente aceita.
Muitos autores, como Christelle Taraud, atribuíram o aumento da prostituição durante o período colonial francês à abolição da escravidão no Marrocos. As autoridades coloniais francesas adotaram uma política antiescravista e, entre o segundo quartel do século XX e a década de 1950, os escravos no Marrocos foram gradualmente libertos. Nesse período, a maioria dos escravos eram escravas domésticas, comumente usadas como empregadas e exploradas sexualmente segundo o concubinato, e muitas ex-escravas desamparadas teriam recorrido à prostituição para sobreviver após a libertação.
Durante o domínio colonial francês (1912–1956), a prostituição era regulamentada. As autoridades preocupavam-se com a disseminação de ISTs, especialmente sífilis, entre as tropas da colônia. Foram criados "quartiers réservés" (bairros da luz vermelha), em várias cidades, onde a prostituição era permitida, notadamente em Bousbir em Casablanca.
Nestes quartiers réservés, as prostitutas deviam estar registradas e realizar exames médicos regulares obrigatórios. Elas precisavam portar o cartão de registro o tempo todo e só podiam sair do bairro mediante permissão.
Fora desses bairros, eram estabelecidas casas de tolerância destinadas ao uso de europeus. As prostitutas dessas casas estavam sujeitas às mesmas regras.
Algumas prostitutas atuavam fora dos quartiers réservés. Havia frequentes ações policiais contra essas clandestinas e elas eram obrigadas a fazer exame médico. Àquelas que se mostravam saudáveis era dada uma advertência. Se apresentassem uma infecção sexualmente transmissível, eram encaminhadas a um hospital. Após a alta, eram levadas aos quartiers réservés. Mulheres que recebiam três advertências eram forçadamente levadas aos quartiers réservés.

## Much Loved
Much Loved é um filme franco-marroquino de 2015 sobre a cena da prostituição em Marraquexe. O filme retrata a vida de quatro prostitutas e mostra sua exploração por cafetões e a corrupção da polícia.
O filme foi proibido no Marrocos por seu "desdém pelos valores morais e pela mulher marroquina". A atriz principal, Loubna Abidar, recebeu ameaças de morte e, em novembro de 2015, foi violentamente agredida em Casablanca e deixou o país rumo à França logo depois. As autoridades religiosas condenaram o filme por retratar uma imagem negativa do Marrocos, por seu apoio ao sexo extraconjugal e simpatia pelos homossexuais.

## Chikhat
Chikhat (árabe شيخة shīkha) é um termo marroquino para cantoras, musicistas, dançarinas e prostitutas. Tradicionalmente, as artistas femininas também eram prostitutas. Frequentemente faziam parte de espetáculos itinerantes. Atualmente, as intérpretes da dança Chikhat geralmente não são prostitutas, mas dançarinas de casamento.

## Tráfico sexual
O Marrocos é um país de origem, destino e trânsito para mulheres e crianças sujeitas ao tráfico sexual. Segundo um estudo de novembro de 2015 realizado pelo governo marroquino, com apoio de uma organização internacional, crianças são exploradas em tráfico sexual. O mesmo estudo constatou que algumas mulheres marroquinas são forçadas à prostituição no Marrocos por membros de suas famílias ou outros intermediários.
Algumas migrantes femininas em situação irregular, principalmente da África Subsaariana e um pequeno mas crescente número do Sul da Ásia, são coagidas à prostituição. Redes criminosas que operam em Oujda na fronteira com Argélia e na cidade costeira de Nador forçam mulheres migrantes sem documentos à prostituição. Algumas migrantes, particularmente nigerianas que transitam por Oujda, são forçadas à prostituição ao chegarem à Europa. Organizações internacionais, ONGs locais e migrantes relatam que crianças desacompanhadas e mulheres da Costa do Marfim, República Democrática do Congo, Nigéria e Camarões são altamente vulneráveis ao tráfico sexual no Marrocos. Alguns relatos sugerem que redes camaronesas e nigerianas forçam mulheres à prostituição ameaçando as vítimas e suas famílias; as vítimas costumam ser da mesma nacionalidade dos traficantes.
Mulheres e crianças marroquinas são exploradas em tráfico sexual principalmente na Europa e no Oriente Médio. Mulheres forçadas à prostituição no exterior enfrentam restrições de movimento, ameaças, além de abuso emocional e físico.
O Departamento de Estado dos Estados Unidos Escritório de Monitoramento e Combate ao Tráfico de Pessoas classifica o Marrocos como país de 'Categoria 2'.